# Haemaphysalis bandicota
Haemaphysalis bandicota este o specie de căpușe din genul Haemaphysalis, familia Ixodidae, descrisă de Harry Hoogstraal ug Glen M. Kohls în anul 1965.
Este endemică în Thailand. Conform Catalogue of Life specia Haemaphysalis bandicota nu are subspecii cunoscute.